# Armenia na zimowych igrzyskach olimpijskich
Reprezentanci Armenii występują na zimowych igrzyskach olimpijskich od 1994 roku. Od tej pory startowali na wszystkich igrzyskach.

## Klasyfikacja medalowa
| Miejsce             |   |   |   | Razem |
| ------------------- | - | - | - | ----- |
| 1994 Lillehammer    | 0 | 0 | 0 | 0     |
| 1998 Nagano         | 0 | 0 | 0 | 0     |
| 2002 Salt Lake City | 0 | 0 | 0 | 0     |
| 2006 Turyn          | 0 | 0 | 0 | 0     |
| 2010 Vancouver      | 0 | 0 | 0 | 0     |

## Medaliści zimowych igrzysk olimpijskich z Armenii

### Złote medale
Brak

### Srebrne medale
Brak

### Brązowe medale
Brak